# Henri II (roi de Chypre)
Pour les articles homonymes, voir Henri II.
Henri II de Lusignan né en 1270 ou 1271 et mort le 31 août 1324, roi de Chypre (1285-1306 et 1310-1324) et de Jérusalem (1285-1291), fils d'Hugues III de Chypre et d'Isabelle d'Ibelin.

## Biographie
Il succéda à son frère Jean Ier le 20 mai 1285 ; on soupçonnait Henri d'avoir empoisonné Jean. Charles d'Anjou qui contestait les droits de Jean au trône de Jérusalem était mort en 1285, permettant à Henri de reprendre Saint-Jean-d'Acre aux Angevins. Avec une flotte, Henri attaqua Acre défendue par Hugues Pellerin, le lieutenant de Charles et la ville fut prise le 29 juin 1286. Henri fut couronné à Tyr le 15 août 1286 mais retourna à Chypre en nommant bailli son oncle Philippe d'Ibelin. À cette date, Acre était une des rares cités portuaires restant du royaume de Jérusalem. Pendant son règne, les Mamelouks prirent Tyr, Beyrouth, et les autres cités, ainsi que le comté de Tripoli. Le siège final d'Acre commença le 5 avril 1291. À la fin des combats, Henri s'échappa vers Chypre avec la plupart de ses nobles, et la ville tomba le 28 mai.
Henri continua à régner à Chypre, et continua à prétendre au trône de Jérusalem, projetant souvent de reconquérir les terres perdues. Il s'allia avec Ghazan, le khan mongol de Perse quand celui-ci envahit l'empire mamelouk en 1299 ; il essaya d'empêcher les navires Génois de commercer avec les mamelouks, espérant les affaiblir économiquement et écrivit deux fois au pape Clément V demandant une nouvelle croisade.

## Gouvernement de l'île
Son règne à Chypre fut prospère et il s'impliqua dans la justice et l'administration du royaume ; les minutes de la Haute Cour furent conservées (en français et en italien plutôt qu'en latin) à partir de son règne et étendit le rôle de la Cour, qui était un conseil des nobles, à un corps apte à juger les criminels. Il souffrait d'épilepsie, qui le rendait de temps en temps impuissant, et la noblesse était insatisfaite. Un de ses frères Guy, conspira contre lui en 1303 et fut exécuté. En 1306 son frère Amaury seigneur de Tyr, conspira avec les Templiers pour l'écarter du trône. Amaury prit le titre de gouverneur et régent de Chypre, plutôt que celui de roi. Henri fut exilé en Arménie, dont le roi Oshin était le beau-frère d'Amaury. Cependant, Amaury fut assassiné en 1310, Oshin libéra Henri, qui revint à Chypre et retrouva son trône avec l'aide des Chevaliers de l'Hôpital, emprisonna de nombreux complices d'Amaury, parmi lesquels leur frère Aimery, leur beau-frère Balian d'Ibelin, prince de Galilée et d'autres parents de Balian. En 1313, il supervisa la dissolution de l'ordre du Temple à Chypre et le transfert de leurs propriétés aux Hospitaliers de l'ordre de Saint-Jean de Jérusalem.

## Postérité
Il épousa le 16 octobre 1317 Constance, fille de Frédéric II de Sicile et d'Eléonore d'Anjou, mais n'eut pas d'enfants. Il mourut le 31 août 1324.

## Sources
- René Grousset, L'Empire du Levant : Histoire de la Question d'Orient, Paris, Payot, coll. « Bibliothèque historique », 1949 (réimpr. 1979), 648 p. (ISBN 978-2-228-12530-7)